# バンコ・ブラデスコ

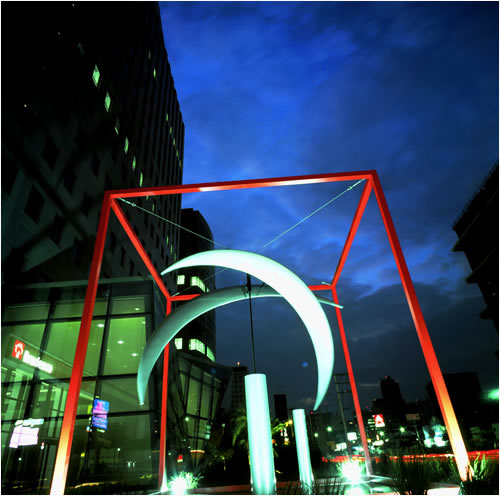
サンパウロにあるバンコ･ブラデスコのモニュメント

バンコ・ブラデスコSA（Banco Bradesco S.A. NYSE: BBD）は、ブラジルにおける4大銀行の1つ（他は、ブラジル銀行、イタウ・ウニバンコ、バンコ・サンタンデール・ブラジル）でもある。

## 概要
プライベートバンキング部門においては、ウニバンコとバンコ・イタウのプライベートバンキング部門が2009年に合併するまではブラジルで最大であった。本社をサンパウロ州のオザスコにおき、3,200以上の支店網を持つ。海外にも支店を持ち、ニューヨーク、ケイマン諸島、ナッソーに支店を設けている。
ブラデスコ銀行は、銀行業のみならず、インターネットバンキング、保険、年金、クレジットカードサービス、個人向け・商業向けローンも手がける。
近年の事業拡大は目覚しく、エスタード・ド・マラーニャオン銀行、サンパウロ商業銀行、Banco Nossa Caixa、ビルバオ・ビスカヤ・アルヘンタリア銀行（BBVA)の銀行部門と資産運用会社のJPモルガン・フレミングを買収した。
バンコ・ブラデスコの株式は、サンパウロ証券取引所で最も取引されているが、ニューヨーク証券取引所、マドリード証券取引所にも上場している。